# Paro (unità periferica)
L'unità periferica di Paro (in greco Περιφερειακή ενότητα Πάρου?) è una delle tredici unità periferiche in cui è divisa la periferia dell'Egeo Meridionale.
Il territorio comprende le isole di Paro, Antiparo oltre a numerose isole dell'Egeo.

## Geografia antropica

### Suddivisioni amministrative
L'unità periferica è stata istituita il 1º gennaio 2011 a seguito dell'entrata in vigore della riforma amministrativa detta piano Kallikratis. Precedentemente era parte della prefettura delle Cicladi ed è suddivisa nei seguenti comuni (i numeri si riferiscono alla posizione del comune nella mappa qui a fianco):
- Paro (14)
- Antiparo (5)